# 卡拉蘇克河
卡拉蘇克河是俄羅斯的河流，位於新西伯利亞州，河道全長531公里，流域面積11,300平方公里，發源自新西伯利亞西南面100公里，向西南方向流經巴拉巴草原南部，在與哈薩克接壤處注入內流盆地。
2007年3月26日，卡拉蘇克河的河源地區成為受保護地區。